# John Penn (Gouverneur)

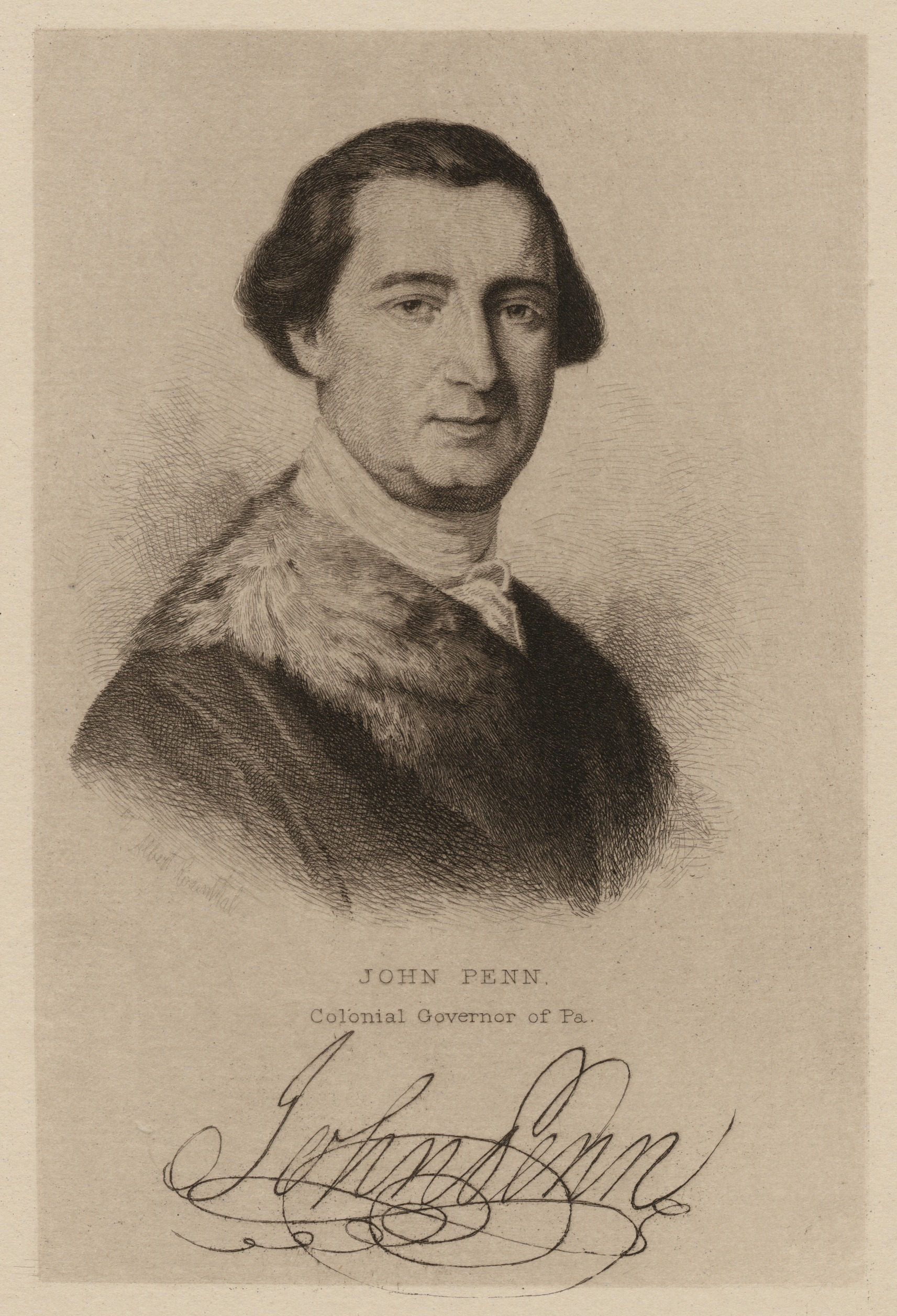
Gouverneur John Penn

John Penn (* 14. Juli 1729 in London; † 9. Februar 1795 in Lansdowne) war der letzte Kolonial-Gouverneur Pennsylvanias. Er hatte dieses Amt von 1763 bis 1771 und von 1773 bis 1776 inne.

## Leben
John Penn wurde in London als ältester Sohn von Richard Penn und Hannah Lardner geboren. Ausgebildet in Großbritannien und der Schweiz, gehörte er der Familie Penn an, die seit William Penn Besitzer der Province of Pennsylvania waren. Penn reiste 1752 nach Pennsylvania. Von 1763 bis 1771 war er dort erstmals Gouverneur. Herausforderungen seiner ersten Amtszeit waren der Pontiac-Aufstand 1763 bis 1766, die Raubzüge der Paxton Boys und der Konflikt mit Benjamin Franklin und der anti-proprietary party, die die Enthebung der Familie Penn als Eigentümerfamilie (Lords Proprietor) forderten. Mit dem Tod seines Vaters besaß er 1771 persönlich einen Anteil von einem Viertel an Pennsylvania. Er trat als Gouverneur zurück und lebte zwischenzeitlich in London.
Von 1773 an war er wieder Gouverneur und geriet dabei in den Konflikt der amerikanischen Kolonien mit dem Mutterland. Die britische Regierung verabschiedete 1774 die sogenannten „unerträglichen Gesetze“ (Intolerable Acts) und ordnete die Beschlagnahmung militärischer Vorräte in Massachusetts an (vgl. Powder-Alarm). Die Kolonisten reagierten darauf mit der Einberufung des ersten Kontinentalkongresses, der im September und Oktober 1774 in Philadelphia tagte. Mit der Schaffung des unabhängigen Commonwealth of Pennsylvania während der in der Folge ausgebrochenen Amerikanischen Revolution wurde Penn 1776 von der Macht entfernt. Nach der kurzzeitigen britischen Besetzung Philadelphias lebte er im Exil in New Jersey. Penn und seine Frau Anne (die Tochter von William Allen) kehrten im Juli 1778 nach der britischen Evakuierung in die Stadt zurück und legten einen Treueid gegenüber dem Commonwealth of Pennsylvania ab.
1779 wurden die unverkauften Ländereien des Besitzes von der neuen Regierung Pennsylvanias konfisziert, doch sie gewährte Penn und seinem Cousin John Penn "of Stoke", der drei Viertel des Besitzes hielt, eine Entschädigung. Beide wandten sich 1789 auch an das britische Parlament, das ihnen eine zusätzliche Entschädigung gewährte. Nach Pennsylvania zurückgekehrt, lebte John Penn den Rest seines Lebens mit seiner Familie zurückgezogen in Lansdowne.